# Proterochersis robusta
Proterochersis robusta — вимерлий вид примітивних черепах монотипової родини Proterochersidae, що жив у тріасовому періоді, 221—205 млн років тому. Скам'янілі рештки виду знайдені у відкладеннях річкового пісковику формування Левенштейн у Німеччині. Описаний по голотипу SMNS 12777, що складався з частини панцира.